# Ku Pei-ting
Ku Pei-ting (chinesisch 辜姵婷, * 11. Juni 1983) ist eine taiwanische Badmintonspielerin.

## Karriere
Ku Pei-ting wurde bei der Badminton-Weltmeisterschaft 2007 Fünfte im Damendoppel mit Chou Chia-chi. In den beiden Jahren zuvor waren sie noch zwei Runden zeitiger ausgeschieden. Bei den Asienspielen 2006 unterlagen sie gar schon im Auftaktmatch. Im Uber Cup 2006 wurde Ku Pei-Ting Dritte mit dem taiwanischen Damenteam.

## Sportliche Erfolge
| Saison | Veranstaltung               | Disziplin   | Platz | Name                        |
| ------ | --------------------------- | ----------- | ----- | --------------------------- |
| 2000   | Junioren-Asienmeisterschaft | Damenteam   | 3     | Taiwan                      |
| 2005   | Weltmeisterschaft           | Damendoppel | 17    | Ku Pei-ting / Chou Chia-chi |
| 2006   | Uber Cup                    | Damenteam   | 3     | Taiwan                      |
| 2006   | Weltmeisterschaft           | Damendoppel | 17    | Ku Pei-ting / Chou Chia-chi |
| 2007   | Weltmeisterschaft           | Damendoppel | 5     | Ku Pei-ting / Chou Chia-chi |